# Ål
Ål è un comune autonomo norvegese della contea di Buskerud.